# Галіл
Галіл (івр. גליל) — ізраїльський автоматичний карабін, розроблений конструктором Ісраелем Ґалілі на основі автомата Калашникова. В Україні з 2009 року випускаються марксманська модифікація Galatz під назвою Форт-301. Виробник — КНВО «Форт». Замовник — підрозділи спеціального призначення СБУ, СЗР і МВС.

## Історія

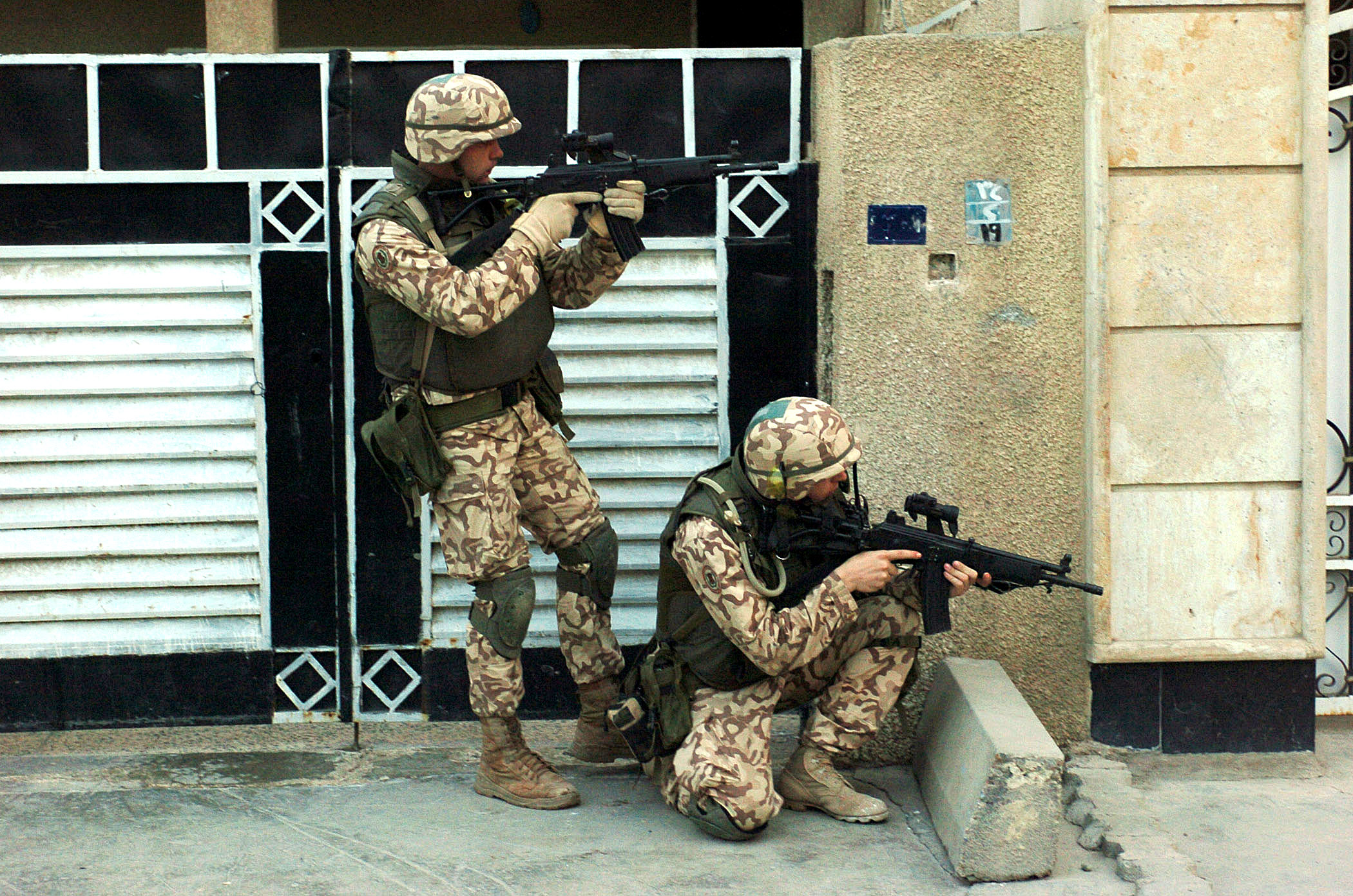
Естонські військові з Галілами, обладнаними оптичним прицілом

Незважаючи на перемогу в Шестиденній війні, командування ЦАГАЛю встановило, що FN FAL, що стояли на озброєнні Ізраїлю, були менш пристосовані до умов бою в пустелі, ніж автомати Калашникова, з якими воювали араби. У результаті було прийнято рішення про створення нового автомата під патрон 5,56 × 45 мм, який би зміг замінити FN FAL.
У 1969 році відповідні прототипи були продемонстровані інженерами Узієлем Ґалем і Ісраелем Ґалілі, в результаті чого перевага була віддана варіанту Ґаліля, в основі якого лежала конструкція фінського автомата Valmet Rk 62 (копія АК), ліцензія на виробництво якого була куплена Ізраїлем і який, у свою чергу, був ліцензійним варіантом автомата Калашникова. У 1973 році автомат Ґаліля надходить на озброєння під позначенням Galil, при цьому його виробництво було налагоджено компанією Israel Military Industries з використанням купленого в Фінляндії обладнання.
Наприкінці 1980-х років були розроблені варіанти під гвинтівковий патрон 7,62×51mm NATO. До кінця 1980-х років було вирішено припинити використання Ґаліль у піхотних підрозділах у зв'язку з недоліками автомата, на початку 1990-х ці автомати на озброєнні піхотних підрозділів були остаточно замінені американськими автоматами M16 («першою ластівкою» стали американські поставки М16А1 і CAR-15 під час арабо-ізраїльської війни 1967 року, що обходилися дешевше, ніж виробництво Ґалілю). Залишилися в експлуатації тільки вкорочені варіанти, що використовувались як персональна зброя самооборони екіпажів транспорту і танків, а також артилеристів, але й вони були замінені в 2005 році на відповідні варіанти M16.

## Опис
З точки зору внутрішнього устрою Ґаліль аналогічний автомату Калашникова за винятком застосування іншого набою. Автоматика працює за рахунок відведенню частини порохових газів з каналу ствола через газовідвідний отвір, просвердлений під кутом 30 градусів назад безпосередньо в газову камеру. Газовий поршень хромований. Рукоятка затвора, на відміну від автомата Калашникова, загнута догори для того, щоб її можна було використовувати обома руками. Ліворуч над пістолетною рукояткою є додатковий прапорець запобіжника-перемикача режимів стрільби.
Діоптричний приціл має 2 положення: для стрільби на дистанції 0-300 м і 300—500 м. Також є пристосування з трьома точками, що світяться (одна на мушці і дві на прицілі) для стрільби в умовах низької освітленості на дальності до 100 м. Автомат може стріляти гвинтівковими гранатами, при цьому використовуються магазини на 12 холостих набоїв. Також може використовуватися багнет-ніж.
Пістолетне руків'я виконане з пластику, як і цівка на пізніх варіантах (на ранніх цівка була дерев'яною). Металеві скелетні приклади складаються убік. Одним з недоліків зброї є цілик, розміщується на задній кришці, яка не сидить жорстко, таким чином не гарантується можливість точної пристрілки зброї. Ще однією проблемою Galil є його велика маса — 3,95 кг, що більше, ніж М16А1 (2,97 кг).

## Снайперська гвинтівка на озброєнні спецслужб України
Наприкінці 2009 року кабінет міністрів України видає указ про прийняття на озброєння прикордонних військ, СБУ та зовнішньої розвідки штурмової гвинтівки TAR-21, кулемета Negev і снайперської гвинтівки модифікації Галіл, які виробляються на НВО «Форт» за ліцензією Israeli Weaponary Industries.
Снайперська гвинтівка калібру 7,62×51 мм «Форт 301» — напівавтоматична зброя підтримки, призначена для ведення прицільного вогню на великих відстанях. Характеризується простотою та надійністю конструкції, практичністю в експлуатації. Штатно укомплектована складаним убік прикладом, 6-кратним оптичним прицілом та складаними сошками. Під час Російсько-української війни 2014 гвинтівки Форт-301 були помічені на позиціях українських військових під Маріуполем та Донецьком.

## Оператори
| - Аргентина - Болівія - Ботсвана - Бразилія - Колумбія — стандартну зброю піхоти. Випускається за ліцензією компанією Indumil. - Гаїті - Гватемала - Джибуті - ДР Конго - Естонія: Використовуються 5,56-мм варіанти Galil AR, SAR, ARM і 7,62-мм Galil Sniper. - Ізраїль: ЦАХАЛ і охорона кнесету. - Індія - Індонезія: використовується підрозділами KOPASKA і Kopassus. - Коста-Рика - Лесото | - Непал - Нікарагуа - Парагвай - ПАР: стандартну зброю піхоти ЗС ПАР. випускається за ліцензією в дещо зміненому вигляді під позначенням R4 компанією Vektor (підрозділом корпорації Denel). - Перу. - Португалія: 5,56-мм варіанти AR і ARM використовуються повітряно-десантними військами. - Руанда - Сальвадор - Есватіні - Тринідад і Тобаго - Україна: КНВО «Форт» МВС України" виробляє 7,62-мм Galil Sniper під назвою Форт-301. - Філіппіни |

## Варіанти
- Galil AR (Assault Rifle) — базовий варіант (патрони 5,56 мм НАТО і 7,62 мм НАТО.
- Galil ARM (Assault Rifle and Machine gun) — варіант легкого ручного кулемета, що відрізняється від AR наявністю сошок і рукоятки для перенесення (патрони 5,56 мм НАТО і 7,62 мм НАТО).
- Galil SAR (Short Assault Rifle) — укорочений варіант для повітряно-десантних і бронетанкових військ (патрони 5,56 мм НАТО і 7,62 мм НАТО).
- Galil MAR (Micro Assault Rifle, Micro-Galil) — укорочений варіант SAR, призначений для спецпідрозділів або використання як персональна зброя самооборони (патрони тільки 5,56 мм НАТО). На цівці є виступ, що запобігає зісковзування кисті в бік дула.
- Magal — пістолет-кулемет, створений під американський набій .30 Carbine (7,62 × 33 мм) на основі Galil MAR. Всього було випущено близько 1000 штук.
- Galil Sniper або Galatz — самозарядний снайперський варіант з важким стволом, сошкою, оптичним прицілом і дерев'яним прикладом (патрони тільки 7,62 мм НАТО).
- Galil Hadar — цивільний самозарядний варіант з цівкою, об'єднаним з прикладом.
- SR-99 — модернізована версія Galil Sniper.
- Галіл ACE — подальший розвиток сімейства.